# Derivada covariante

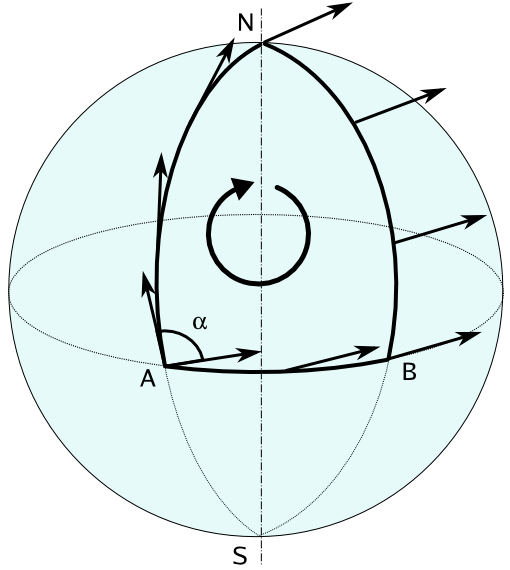
El transporte paralelo de un vector a lo largo de una curva cerrada sobre la esfera, que al igual que el concepto de derivada covariante se basa en la noción de conexión matemática. El ángulo después de recorrer una vez la curva es proporcional al área dentro de la curva.

La derivada covariante ({\displaystyle \scriptstyle \nabla _{i}}) es una generalización del concepto de derivada parcial ({\displaystyle \scriptstyle \partial _{i}}) que permite extender el cálculo diferencial sobre {\displaystyle \scriptstyle \mathbb {R} ^{n}} con coordenadas cartesianas al caso de coordenadas curvilíneas en {\displaystyle \scriptstyle \mathbb {R} ^{n}} (y también al caso todavía más general de variedades diferenciables).
El nombre está motivado por la importancia de los cambios de coordenadas en física: la derivada covariante transforma covariantemente bajo una transformación de coordenadas general, es decir, linealmente, a través de la matriz jacobiana de la transformación.

## Historia
Históricamente, a principios del siglo XX, Gregorio Ricci-Curbastro y Tullio Levi-Civita introdujeron la derivada covariante en la teoría de las geometrías riemanniana y pseudoriemanniana. Ricci y Levi-Civita (siguiendo las ideas de Elwin Bruno Christoffel) observaron que los símbolos de Christoffel utilizados para definir la curvatura también podrían proporcionar una noción de diferencial que generalizara la idea de derivada direccional clásica de un campo vectorial sobre una variedad. Esta nueva derivada, la Conexión de Levi-Civita, era covariante en el sentido de que satisfacía el requisito de Riemann de que los objetos en geometría debían ser independientes de su descripción en un sistema de coordenadas particular.
Pronto otros matemáticos, entre los que destacan Hermann Weyl, Jan Arnoldus Schouten y Élie Cartan, se dieron cuenta de que una derivada covariante podía definirse de manera abstracta sin la presencia de una métrica. La característica crucial no fue una dependencia particular de la métrica, sino que los símbolos de Christoffel cumplían una cierta ley precisa de transformación de segundo orden. Esta ley de transformación podría servir como punto de partida para definir la derivada de forma covariante. Así, la teoría de la diferenciación covariante se separó del contexto estrictamente riemanniano para incluir una gama más amplia de geometrías posibles.
En la década de 1940, los investigadores dedicados al estudio de la geometría diferencial comenzaron a introducir otras nociones de diferenciación covariante en fibrados vectoriales generales que, a diferencia de los paquetes clásicos de interés para los geómetras, no formaban parte del campo tensorial de la variedad. En general, estas derivadas covariantes generalizadas tuvieron que ser especificadas "ad hoc" mediante alguna versión del concepto de conexión. En 1950, Jean-Louis Koszul unificó estas nuevas ideas de diferenciación covariante en un haz de vectores mediante lo que hoy se conoce como conexión de Koszul o una conexión en un haz de vectores. Utilizando ideas del álgebra de Lie cohomológica, Koszul convirtió con éxito muchas de las características analíticas de la diferenciación covariante en características algebraicas. En particular, las conexiones de Koszul eliminaron la necesidad de manipulaciones incómodas de los símbolos de Christoffel (y de otros objetos análogos no tensoriales) en geometría diferencial. Así, rápidamente suplantaron a la noción clásica de derivada covariante en muchos tratamientos del tema posteriores a 1950.

## Introducción
Se introducirá primero el caso de {\displaystyle \scriptstyle \mathbb {R} ^{n}}. Supóngase que se tienen n campos vectoriales que en cada punto forman una base vectorial {\displaystyle \scriptstyle \{\mathbf {e} _{1},\dots \mathbf {e} _{n}\}} y un campo vectorial contravariante adicional {\displaystyle \scriptstyle \mathbf {v} } de tal manera que este campo puede expresarse en términos de la base anterior:

{\displaystyle \mathbf {v} (x)=\sum _{k=1}^{n}v^{k}(x)\mathbf {e} _{k}(x)}

Donde {\displaystyle \scriptstyle v^{k}} son las componentes del vector en dicha base. Si se usan coordenadas curvilíneas {\displaystyle \scriptstyle (x^{1},\dots x^{n})}, los vectores tangentes a las curvas coordenadas cambian de punto a punto. Eso implica que aun cuando el campo vectorial sea constante en general sus coordenadas en la base elegida no serán constantes y en general sucederá que la derivada covariante ({\displaystyle \scriptstyle {\bar {\partial }}}):

{\displaystyle {\bar {\partial }}_{i}\mathbf {v} \neq {\frac {\partial \mathbf {v} }{\partial x^{i}}}:=\sum _{k=1}^{n}{\frac {\partial v^{k}}{\partial x^{i}}}\mathbf {e} _{k}}

Ya que también es necesario considerar la variación de orientación de la base vectorial al pasar de un punto a otro, es decir, para evaluar la derivada (covariante) anterior necesitamos evaluar:

(1){\displaystyle {\bar {\partial }}_{i}\mathbf {v} ={\frac {{\bar {\partial }}\mathbf {v} }{{\bar {\partial }}x^{i}}}:=\sum _{k=1}^{n}{\frac {\partial v^{k}}{\partial x^{i}}}\mathbf {e} _{k}+\sum _{k=1}^{n}v^{k}{\frac {{\bar {\partial }}\mathbf {e} _{k}}{{\bar {\partial }}x^{i}}}}

Donde el término segundo adicional da cuenta de cómo cambia la base vectorial al recorrer una línea coordenada curvilínea. Es decir cuando se usan coordenadas cartesianas en {\displaystyle \scriptstyle \mathbb {R} ^{n}} las líneas coordenadas son líneas rectas paralelas a los ejes coordenados, y de alguna manera en cada punto la base vectorial escogida para medir las coordenadas de un campo vectorial en todos los puntos están "sincronizadas". Pero en coordenadas curvilíneas al pasar de un punto a otro, los vectores tangentes a las líneas coordenadas usados como base no coindirán de un punto a otro y es necesario computar su variación al cambiar de punto. En general los vectores {\displaystyle \scriptstyle \mathbf {e} _{k}(x)} no sólo dependen del punto, es necesario especificar cómo se "conectan" los vectores en diferentes puntos y para ello se define una conexión que en el caso de {\displaystyle \scriptstyle \mathbb {R} ^{n}} puede representarse como un conjunto de coeficientes:

(2){\displaystyle {\frac {{\bar {\partial }}\mathbf {e} _{k}}{{\bar {\partial }}x^{i}}}:=\sum _{m=1}^{n}\Gamma _{ki}^{m}\mathbf {e} _{m}}

Los coeficientes {\displaystyle \scriptstyle \Gamma _{ji}^{k}} se llaman símbolos de Christoffel y definen localmente la conexión. Juntanto los resultados de (1) y (2) la derivada covariante parcial de un campo vectorial puede expresarse mediante:

(3a){\displaystyle \nabla _{i}\mathbf {v} ={\frac {{\bar {\partial }}\mathbf {v} }{{\bar {\partial }}x^{i}}}=\sum _{k=1}^{n}{\frac {\partial v^{k}}{\partial x^{i}}}\mathbf {e} _{k}+\sum _{k=1}^{n}\sum _{m=1}^{n}v^{k}\Gamma _{ki}^{m}\mathbf {e} _{m}}

Usando el convenio de sumación de Einstein y renombrando los índices la expresión anterior puede escribirse simplemente como:

(3b){\displaystyle \nabla _{i}\mathbf {v} =\left({\frac {dv^{k}}{dx^{i}}}+\Gamma _{mi}^{k}v^{m}\right)\mathbf {e} _{k}}

La expresión entre paréntesis representa las componentes de la derivada covariante del vector contravariante {\displaystyle \scriptstyle \mathbf {v} }. Análogamente dada una curva {\displaystyle \scriptstyle t\mapsto (x^{1}(t),\dots ,x^{n}(t))} se define la derivada covariante temporal a lo largo de dicha curva como:

{\displaystyle {\frac {D\mathbf {v} }{Dt}}={\dot {x}}^{i}\nabla _{i}\mathbf {v} =\left({\frac {dv^{k}}{dx^{i}}}+\Gamma _{mi}^{k}v^{m}\right){\frac {dx^{i}}{dt}}\mathbf {e} _{k}}

### Caso euclídeo
La necesidad de la generalización de la derivada ordinaria en {\displaystyle \scriptstyle \mathbb {R} ^{n}} se aprecia cuando su usan coordandas curvilíneas como se ha dicho. Basta el movimiento de una partícula expresado en coordenadas cartesianas y luego el mismo movimiento expresado en coordenadas polares, por ejemplo, consideremos una masa puntual que se mueve a lo largo de la trayectoria recta por:

{\displaystyle {\begin{cases}x(t)=d\cos \theta _{0}-vt\operatorname {sen} \theta _{0}\\y(t)=d\operatorname {sen} \theta _{0}+vt\cos \theta _{0}\end{cases}}\Rightarrow \qquad \qquad y(t)={\frac {d-x\cos(\theta _{0})}{\operatorname {sen} \theta _{0}}}}

Es decir, el punto se mueve con una velocidad {\displaystyle \scriptstyle v} uniforme a lo largo de una recta, esto puede verse de manera sencilla, si se calculan las velocidades y las aceleraciones de la partícula:

{\displaystyle {\begin{cases}v^{x}={\cfrac {dx}{dt}}=-v\operatorname {sen} \theta _{0}\\v^{y}={\cfrac {dy}{dt}}=+v\cos \theta _{0}\end{cases}},\qquad \qquad {\begin{cases}a^{x}={\cfrac {dv^{x}}{dt}}=0\\a^{y}={\cfrac {dv^{y}}{dt}}=0\end{cases}}}

Donde se ha usado la notación {\displaystyle \scriptstyle {\dot {x}}=dx/dt} y {\displaystyle \scriptstyle {\dot {y}}=dy/dt}.
Ahora consideramos el cálculo de la aceleración en coordenadas polares. Como la partícula se mueve sobre una recta la distancia al origen y el ángulo polar estarán relacionados mediante la relación:

{\displaystyle {\begin{cases}\rho (t)={\sqrt {d^{2}+v^{2}t^{2}}}\\\theta (t)=\theta _{0}+\arctan \left({\cfrac {vt}{d}}\right)\end{cases}}\Rightarrow \qquad \qquad \rho (t)={\frac {d}{\cos(\theta (t)-\theta _{0})}},\ (\theta _{0}-\pi /2<\theta <\theta _{0}+\pi /2)}

Las coordenadas de la velocidad de la partícula en estas coordenadas pueden determinarse mediante cálculo directo o cambiando de base a partir de la componentes cartesianas:

{\displaystyle v^{\rho }={\dot {\rho }}=v\operatorname {sen}(\theta -\theta _{0}),\qquad \qquad v^{\theta }={\dot {\theta }}={\frac {v}{\rho }}\cos(\theta -\theta _{0})}

Puesto que la partícula se mueve a velocidad constante el vector aceleración debería resultar nulo. De acuerdo a lo discutido anteriormente, las componentes del vector aceleración pueden obtenerse mediante las coordenadas covariantes:

{\displaystyle {\begin{cases}a^{\rho }={\cfrac {Dv^{\rho }}{Dt}}={\dot {\rho }}\left({\cfrac {\partial v^{\rho }}{\partial \rho }}+\Gamma _{\rho \rho }^{\rho }v^{\rho }+\Gamma _{\rho \theta }^{\rho }v^{\theta }\right)+{\dot {\theta }}\left({\cfrac {\partial v^{\rho }}{\partial \theta }}+\Gamma _{\theta \rho }^{\rho }v^{\rho }+\Gamma _{\theta \theta }^{\rho }v^{\theta }\right)=\\={\dot {\rho }}(0+0+0)+{\dot {\theta }}\left(v\cos(\theta -\theta _{0})+0-\rho {\cfrac {v}{\rho }}\cos(\theta -\theta _{0})\right)=0\\a^{\theta }={\cfrac {Dv^{\theta }}{Dt}}={\dot {\rho }}\left({\cfrac {\partial v^{\theta }}{\partial \rho }}+\Gamma _{\rho \rho }^{\theta }v^{\rho }+\Gamma _{\rho \theta }^{\theta }v^{\theta }\right)+{\dot {\theta }}\left({\cfrac {\partial v^{\theta }}{\partial \theta }}+\Gamma _{\theta \rho }^{\theta }v^{\rho }+\Gamma _{\theta \theta }^{\theta }v^{\theta }\right)=\\{\dot {\rho }}\left(-{\cfrac {v\cos(\theta -\theta _{0})}{\rho ^{2}}}+0+{\cfrac {1}{\rho }}{\cfrac {v\cos(\theta -\theta _{0})}{\rho }}\right)+{\dot {\theta }}\left(-{\cfrac {v\operatorname {sen}(\theta -\theta _{0})}{\rho }}+{\cfrac {1}{\rho }}v\operatorname {sen}(\theta -\theta _{0})+0\right)=0\end{cases}}}

Es importante notar como en este caso las derivadas parciales ordinarias no coinciden con las componentes de la aceleración:

{\displaystyle {\begin{cases}a^{\rho }\neq {\cfrac {dv^{\rho }}{dt}}={\cfrac {\partial v^{\rho }}{\partial \rho }}{\dot {\rho }}+{\cfrac {\partial v^{\rho }}{\partial \theta }}{\dot {\theta }}\\a^{\theta }\neq {\cfrac {dv^{\theta }}{dt}}={\cfrac {\partial v^{\theta }}{\partial \rho }}{\dot {\rho }}+{\cfrac {\partial v^{\theta }}{\partial \theta }}{\dot {\theta }}\end{cases}}}

Ya que en coordenadas polares los vectores de la base varían de punto a punto, y es por ello que sólo usando la derivada covariante se obtiene un vector de aceleración nulo tal como cabía esperar a partir del cálculo en coordenadas cartesianas.

### Caso general
En una variedad diferenciable o una hipersuperficie de {\displaystyle \scriptstyle \mathbb {R} ^{n}}, por otra parte, el concepto de derivada direccional se define a partir del espacio tangente a cada punto. En el caso general al presentar la variedad o la hipersuperficie curvatura, los espacios tangentes de cada punto difiere del de los puntos cercanos y por tanto se necesita alguna manera de "conectar" o identificar vectores de diferentes espacios vectoriales, mediante una conexión sobre la variedad.
En una variedad riemanniana comúnmente se escoge una conexión (sin torsion) que sea compatible con la métrica, expresada por las componentes del tensor métrico {\displaystyle \scriptstyle g_{\mu \nu }},  en el sentido de que:

{\displaystyle \nabla _{\alpha }g_{\mu \nu }=0\Rightarrow \Gamma _{\mu \nu }^{\rho }={\frac {g^{\rho \sigma }}{2}}\left({\frac {\partial g_{\sigma \nu }}{\partial x^{\mu }}}+{\frac {\partial g_{\mu \sigma }}{\partial x^{\nu }}}-{\frac {\partial g_{\mu \nu }}{\partial x^{\sigma }}}\right)}

## Derivada covariante de un tensor
En las secciones anteriores la discusión de la derivada covariante se ha limitado a un campo vectorial contravariante. Pero la derivada covariante puede extenderse a otros tipos de campos tensoriales definidos sobre una variedad de Riemann. Para extender la definición usa el hecho de que la derivada parcial de un escalar coincide con la derivada covariante parcial de dicho escalar, es decir:

{\displaystyle \nabla _{\beta }\varphi :=\partial _{\beta }\varphi \,}

Así para calcular la derivada covariante parcial de una 1-forma {\displaystyle \scriptstyle {\boldsymbol {\theta }}=\theta _{\alpha }dx^{\alpha }} se considera su contracción con un campo vectorial contravariante y teniendo en cuenta que la derivada covariante en una derivación para la cual vale la regla del producto:

{\displaystyle \partial _{\beta }(\theta _{\alpha }v^{\alpha })=\nabla _{\beta }(\theta _{\alpha }v^{\alpha })=(\nabla _{\beta }\theta _{\alpha })v^{\alpha }+\theta _{\alpha }(\nabla _{\beta }v^{\alpha })}

Esto lleva a la siguiente relación entre componentes:

{\displaystyle \nabla _{\beta }\theta _{\alpha }={\frac {d\theta _{\alpha }}{dx^{\beta }}}-\Gamma _{\alpha \beta }^{\mu }\theta _{\mu }}

Para un tensor de tipo (p,q) general se tendrá:

{\displaystyle \nabla _{\alpha }T_{\delta _{1}\dots \delta _{m}}^{\beta _{1}\dots \beta _{n}}={\frac {\partial T_{\delta _{1}\dots \delta _{m}}^{\beta _{1}\dots \beta _{n}}}{\partial x^{\alpha }}}+\sum _{i}\Gamma _{\alpha \rho }^{\beta _{i}}T_{\delta _{1}\dots \delta _{m}}^{\beta _{1}\dots \rho \dots \beta _{n}}-\sum _{i}\Gamma _{\alpha \delta _{i}}^{\rho }T_{\delta _{1}\dots \rho \dots \delta _{m}}^{\beta _{1}\dots \beta _{n}}}

### Propiedades
En lo anterior se ha considerado la noción de derivada covariante de manera naturalista extendiendo a coordenadas curvilíneas la noción de derivada parcial, ese enfoque conduce a un operador de derivación covariante con las siguientes propiedades:
1. Linealidad: Para todo A y B de {\displaystyle {\mathcal {T}}_{r}^{s}(\mathbb {R} ^{n})} y cualesquiera {\displaystyle \alpha ,\beta \in \mathbb {R} }: {\displaystyle \nabla _{\mu }(\alpha A_{\beta _{1}\dots \beta _{m}}^{\alpha _{1}\dots \alpha _{n}}+\beta B_{\beta _{1}\dots \beta _{m}}^{\alpha _{1}\dots \alpha _{n}})=\alpha \nabla _{\mu }A_{\beta _{1}\dots \beta _{m}}^{\alpha _{1}\dots \alpha _{n}}+\beta \nabla _{\mu }B_{\beta _{1}\dots \beta _{m}}^{\alpha _{1}\dots \alpha _{n}}}
2. Regla de Leibniz:
3. Comutatividad con la contracción:
4. Consistencia con la noción de vector tangente:

Otra posibilidad es definir una derivada covariante más formalmente es construir un operador que satisfaga por construcción las propiedades anteriores